# Plus (альбом Autechre)
Plus (стилізовано PLUS) — п'ятнадцятий повноформатний студійний альбом британського дуету електронної музики Autechre. Він був випущений у цифровому форматі без будь-якого попереднього анонсу 28 жовтня 2020 року, через дванадцять днів після релізу SIGN, попереднього альбому гурту. PLUS вийшов на фізичних носіях 20 листопада 2020 року. Обкладинка та оформлення були створені The Designers Republic і поєднані з обкладинкою альбому SIGN.
Хоча PLUS був випущений лейблом Warp як альбом, Шон Бут сказав, що насправді він має бути мініальбомом, тому що, як і багато інших мініальбомів Autechre, він складається в основному з треків, які не зовсім вписалися в його супутній повноформатний альбом.
Уривки треків з SIGN і PLUS звучали перед випуском у серії живих мікс-сесій Autechre, які транслювалися на стрімінговому сервісі Mixlr під час пандемії COVID-19.

## Відгуки критиків
Як і супутній альбом SIGN, PLUS отримав схвальні відгуки критиків. На сайті Metacritic, який присвоює рецензіям професійних видань нормалізований рейтинг зі 100, альбом отримав середній бал 82 на основі 5 рецензій.

## Track listing
| #     | Назва           | Тривалість |
| ----- | --------------- | ---------- |
| 1.    | «DekDre Scap B» | 2:46       |
| 2.    | «7FM ic»        | 5:56       |
| 3.    | «marhide»       | 3:43       |
| 4.    | «ecol4»         | 14:51      |
| 5.    | «lux 106 mod»   | 5:06       |
| 6.    | «X4»            | 12:21      |
| 7.    | «ii.pre esc»    | 4:47       |
| 8.    | «esle 0»        | 3:13       |
| 9.    | «TM1 open»      | 11:07      |
| 63:53 |                 |            |

| Бонус-трек японського видання | Бонус-трек японського видання | Бонус-трек японського видання |
| #                             | Назва                         | Тривалість                    |
| ----------------------------- | ----------------------------- | ----------------------------- |
| 10.                           | «p1p2»                        | 3:44                          |

## Чарти
| Чарт (2020)                                | Пікова позиція |
| ------------------------------------------ | -------------- |
| Бельгія Belgian Albums (Ultratop Flanders) | 46             |
| Бельгія Belgian Albums (Ultratop Wallonia) | 163            |
| Шотландія Scottish Albums (OCC)            | 96             |